# حرب إفني
حرب إفني، أو كما تسمى أحيانا في إسبانيا الحرب المنسية (بالإسبانية: La guerra olvidada)، هي حرب أعلنها المغرب على إسبانيا بعد عام واحد من استقلال المغرب واستمرت إلى غاية أبريل 1958. علاقات المغرب المضطربة مع فرنسا أدت إلى انضمام الجيش الفرنسي للحرب إلى جانب إسبانيا.
رغم خسارة المغرب العسكرية إلا أنه نجح في استرجاع الجزء الشمالي من الصحراء الإسبانية والمسمى «إقليم طرفاية» (بالإسبانية: Cabo Juby، رأس جوبي).

## الأسباب

الحماية الثلاثية على المغرب

تم دمج مدينة مدينة سيدي إفني في الإمبراطورية الإسبانية عام 1860. أدت العقود التالية من التعاون الفرنسي الإسباني إلى إنشاء وتوسيع المحميات الإسبانية جنوب المدينة؛ حصل النفوذ الإسباني على اعتراف دولي في مؤتمر برلين عام 1884. في عام 1946، تم توحيد المستعمرات الساحلية والداخلية المختلفة في المنطقة تحت تسمية «غرب إفريقيا الإسبانية».
عندما استعاد المغرب استقلاله عن فرنسا وإسبانيا في عام 1956، عبرت البلاد عن اهتمامها الشديد بكل ما تبقى من ممتلكات إسبانيا الاستعمارية في المغرب، مدعية أنها كانت تاريخيًا وجغرافيًا جزءًا من الأراضي المغربية. شجع السلطان محمد الخامس الجهود المبذولة لإعادة السيطرة على الأرض وقام شخصيًا بتمويل المناهضين للإسبان والمتمردين المغاربة وسكان البلاد الأصليين من المتمردين الصحراويين للمطالبة بعودة إفني للمغرب.

## الخلفية
كان الملك محمد الخامس في زيارة للولايات المتحدة الأمريكية من أجل حشد التأييد والدعم للثورة الجزائرية عندما اندلعت «حرب إفني» سنة 1957.
الحرب، التي يمكن اعتبارها جزءًا من الحركة العامة لإنهاء الاستعمار التي اجتاحت إفريقيا طوال النصف الأخير من القرن العشرين، شنتها بشكل أساسي عناصر من جيش التحرير المغربي الذي وبما أنه لم يعد مقيدًا في صراعات مع الفرنسيين قام بتكريس جزء كبير من موارده وقوته البشرية للاستيلاء على الممتلكات الإسبانية.
قام جيش التحرير المغربي بتنسيق مع قبائل أيت باعمران بالهجوم على المراكز الإسبانية بالمنطقة، واستولى المهاجمون المغاربة على 6 مراكز قرب سيدي إفني وكبدوا الجيش الإسباني خسائر هامة منها كتيبة يرأسها الملازم أورتيز الذي سقط في ساحة القتال وأطلقت عليه إسبانيا لقب «شهيد الوطن».
نظّمت حكومة إسبانيا خطة دفاعية مضادة، ونقلت جيشا إضافيا من جزر الكناري ثم أرسلت باخرتين حربيتين هما كانارياس ونيبتون اقتحمتا المياه الإقليمية المغربية وهددتا بقصف مدينة أكادير. فتحمل ولي العهد آنذاك (الأمير مولاي الحسن) مسؤولية الدفاع عن المغرب ضد هجوم إسباني محتمل، وأرسل إلى الجنوب فيالق عسكرية من القوات المسلحة الملكية تمركزت على طول ساحل أكادير وفي ضواحي مدينة مدينة سيدي إفني، ثم أعطى الأمير مولاي الحسن أوامره بإطلاق النار على كل طائرة حربية إسبانية أو أجنبية تخترق الأجواء المغربية.

## اندلاع المعارك

جنود من جيش التحرير على الجبهة في حرب إفني.

اندلعت مظاهرات عنيفة ضد الحكم الإسباني في إفني يوم 10 أبريل 1957، أعقبتها معارك أهلية وقتل واسع النطاق لأولئك الموالين لإسبانيا. ردا على ذلك أرسل الجنرال فرانكو كتيبتين من «الفيلق الإسباني» وهو قوة النخبة القتالية الإسبانية، إلى مدينة العيون في الساقية الحمراء في يونيو.
نتج عن التعبئة العسكرية الإسبانية احتشاد الجيش الملكي المغربي بالقرب من إفني.
كان تطويق إفني إيذانًا بنشوب حرب إفني. وصلت كتيبتان أخريان من الفيلق إلى الصحراء الإسبانية قبل اندلاع القتال.

### اقتحام إفني
في 21 نوفمبر، أوردت المخابرات الإسبانية في إفني أن الهجمات أصبحت وشيكة من طرف المغاربة المنتشرين انطلاقا من تافراوت. بعدها بيومَين (في 23 أكتوبر 1957) تم قطع خطوط الاتصال الإسبانية، واقتحمت قوة قوامها 2,000 مغربي الحاميات الإسبانية ومستودعات الأسلحة في إفني وما جاورها (احتلت قوات مغربية مكونة من 1,500 جندي قريتين في ضواحي سيدي إفني هما كلميم وبويزكارن).
على الرغم من صد الهجوم المغربي على مدينة سيدي إفني بسهولة، فقد تم التخلي في مواجهة هجمات الجيش المغربي عن موقعين إسبانيين قريبين وظل العديد من المواقع الأخرى تحت حصار شديد.

#### تيلوين
في تيلوين، كافح 60 فردا من تيرادوريس دي إفني Tiradores de Ifni (مشاة من السكان الصحراويين الأصليين الذين تم تجنيدهم محليًا تحت إمرة ضباط وموظفين متخصصين إسبان) لصد قوة من عدة مئات من المغاربة. في 25 نوفمبر، تمت الموافقة على عملية إغاثة. قصفت خمس قاذفات من طراز CASA 2.111 (طرازات إسبانية من طائرات Heinkel He 111) مواقع الجيش المغربي، بينما أسقط عدد مساوٍ من CASA 352 (إصدارات إسبانية من Junkers Ju 52 / 3m) قوة من 75 مظليًا في الموقع.
في 3 ديسمبر، وصل جنود من الكتيبة السادسة (VI Bandera) التابعة للجيش الإسباني، وكسروا الحصار واستعادوا السيطرة على المطار. ثم تم إجلاء جميع الأفراد العسكريين والمدنيين برّا إلى مدينة سيدي إفني.

#### تيلاتا
كانت عملية إغاثة تيلاتا الإسبانية أقل نجاحًا. بعد مغادرة مدينة سيدي إفني في 24 نوفمبر على متن عدة شاحنات قديمة، أحرزت فصيلة من كتيبة المظليين الإسبانية بقيادة النقيب أورتيز دي زاراتي تقدمًا بطيئًا عبر التضاريس الصعبة. تفاقمت هذه المشكلة بسبب الكمائن المغربية المتكررة، والتي خلفت في اليوم التالي العديد من الجرحى وأجبرت الإسبان على الابتعاد عن الطريق. في 26 نوفمبر، نفد الطعام. استأنف الإسبان الذين لديهم ذخيرة منخفضة تقدمهم، فقط ليتخندقوا مرة أخرى في مواجهة الهجمات المتكررة للجيش المغربي.
تم إسقاط حصص التقنين عن طريق الجو لكن الخسائر الإسبانية استمرت في الارتفاع. وكان من بين القتلى الكابتن أورتيز دي زاراتي. في 2 ديسمبر، قام رتل من المشاة من بينهم المدافعين السابقين عن تيلاتا، باختراق الخطوط المغربية وطرد العدو. وصل الناجون من مفرزة المظليين إلى مدينة سيدي إفني مرة أخرى في 5 ديسمبر. وقد عانت الفرقة من قتيلين وأربعة عشر جريحا.

### حصار سيدي إفني
كانت الهجمات المغربية الأولية ناجحة عمومًا. في غضون أسبوعين، فرض المغاربة وحلفاؤهم من القبائل سيطرتهم على معظم إفني، وعزلوا الوحدات الإسبانية الداخلية عن العاصمة. تم شن هجمات متزامنة في جميع أنحاء الصحراء الإسبانية، تخللها اجتياح الحاميات ونصب الكمائن للقوافل والدوريات.
ونتيجة لذلك حاولت الوحدات المغربية، التي أعيد إمدادها وتعزيزها كثيرًا، محاصرة مدينة سيدي إفني على أمل إثارة انتفاضة شعبية. لكن المغاربة قللوا من أهمية قوة الدفاعات الإسبانية. تم إمداد مدينة سيدي إفني من البحر من طرف البحرية الإسبانية كما أثبتت مدينة سيدي إفني بحلول 9 ديسمبر مناعتها بسبب حمايتها بواسطة كيلومترات من الخنادق والنقاط العسكرية الأمامية والتي تضم 7,500 فردا من المدافعين. كان الحصار، الذي استمر حتى يونيو 1958، هادئًا وغير دموي نسبيًا، حيث ركزت كل من إسبانيا والمغرب مواردهما على المناطق الصحراوية المفتوحة.

### معركة الدشرة
في يناير 1958، ضاعف المغرب التزامه بالحملة العسكرية على إسبانيا، وأعاد تنظيم جميع وحدات الجيش في الأراضي الإسبانية تحت اسم «جيش تحرير الصحراء».
في 12 يناير، هاجمت فرقة من جيش التحرير الصحراوي الحامية الإسبانية في العيون. وبعد تعرضه للنيران وإجباره على التراجع من طرف الإسبان، حوّل الجيش جهوده إلى الجنوب الشرقي. سنحت فرصة أخرى في اليوم التالي في الدشرة، حيث كانت سريتان من الكتيبة 13th Legionnaire تقومان بمهمة استطلاعية. وبعد القيام بتسلل غير مرئي باتجاه الكثبان الرملية بالقرب من المواقع الإسبانية، أطلق المغاربة النار.
كافح الفيلق الذي وقع في الكمين للحفاظ على تماسكه، وصد الهجمات بقذائف الهاون والأسلحة الصغيرة. دافعت الفصيلة الأولى الإسبانية بإصرار عن مواقعها على الأرض في وجه المغاربة حتى أجبرتها خسائر فادحة على الانسحاب. استمرت الهجمات الدموية حتى حلول الليل وقاومها الإسبان بشدة وأوقعوا خسائر فادحة. بحلول الليل، كان المغاربة مشتتين للغاية وبسبب استنفاد في عدد المقاتلين قرروا التراجع في الظلام.

### تطهير الصحراء الاسبانية
في فبراير 1958، شنت قوة مشتركة فرنسية وإسبانية هجومًا أدى إلى تفريق جيش التحرير المغربي. نشرت كل من فرنسا وإسبانيا (بعد قيام تحالف بينهما) أسطولًا جويًا مشتركًا مكونًا من 150 طائرة. كان عدد الإسبان 9,000 جندي والفرنسيين 5,000 جندي.
كانت طانطان أولى معاقل الجبال المغربية التي سقطت. أسفر القصف التي تعرضت له قوات جيش التحرير من الأعلى بالطائرات ومن الأسفل بالصواريخ إلى سقوط 150 قتيلاً مغربيًا وتخلى جيش التحرير عن مواقعه.
في 10 فبراير، قامت كتائب الفيلق الإسباني الرابع والتاسع والثالث عشر، المنظمين في مجموعة آلية، بطرد المغاربة من الدشرة وتقدمت باتجاه تافردات والسمارة.
هاجم الجيش الإسباني في العيون بالاشتراك مع القوات الفرنسية المتمركزة في حصن غورو المغاربة في 21 فبراير ودمروا تجمعات جيش تحرير الصحراء بين بئر إنزران وأوسرد.

## الحرب الإعلامية

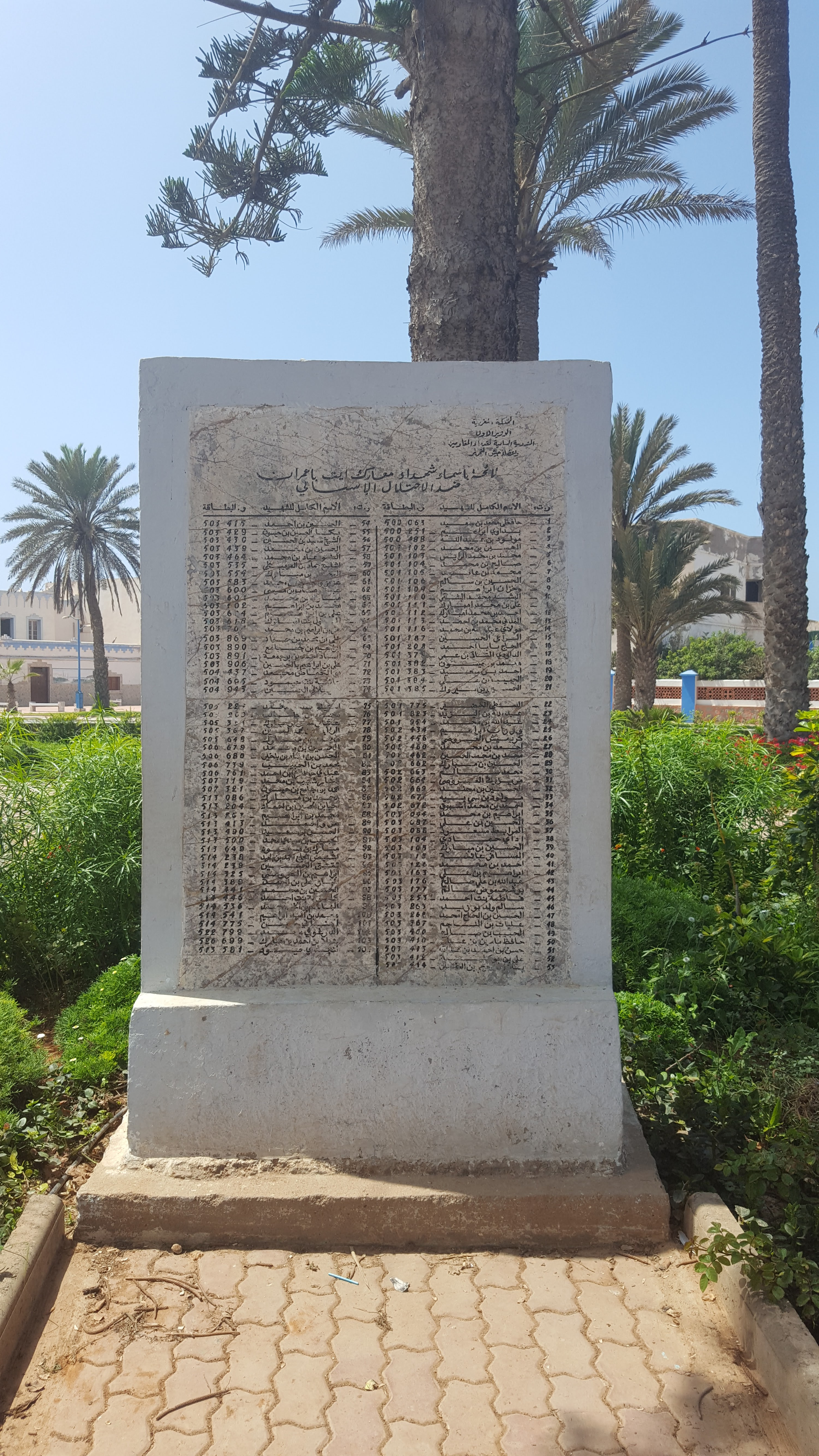
قائمة غير حصرية بأسماء المغاربة الذين سقطوا في حرب تحرير مدينة سيدي إفني.

عندما بدأ الهجوم المضاد الإسباني ضد وحدات جيش التحرير المغربي والقبائل المساندة له بقصف جوي قام به الطيران الحربي الإسباني على خط بويزكارن وكلميم. كانت مدريد تهدد «سنعاقب الثوار المغاربة بشدة» معتبرة أن سيدي إفني إسبانية وستبقى إسبانية.
لم يوقف اتصال السفير الإسباني بوزير الخارجية المغربي أحمد بلافريج الحرب الدائرة. وبقي جيش التحرير المغربي متشبثا بشدة بمراكزه داخل منطقة مدينة سيدي إفني، وشن هجومات ضد المواقع الإسبانية في نواحي مدينة العيون، كما نصب الكمائن لقوافل الإمدادت الإسبانية.
بعد مرور ثلاثة أسابيع على الحرب كان الملك محمد الخامس مازال في واشنطن بينما وجه ولي العهد مولاي الحسن الذي كان يتابع معارك وانتصارات جيش التحرير تحذيرا عبر أمواج الإذاعة يقول فيه «إذا قرر فرانكو تسليم المغرب الجنوبي إلينا فسأتدخل شخصيا لدى قبائل أيت باعمران لإنهاء المعارك.» وأضاف «أعطونا بهدوء الصحراء حتى نعمل على إرجاع السلم في سيدي إفني». في هذه الأثناء كانت الصحافة الأمريكية تحث حكومتها على مساندة إسبانيا في هذه الحرب.
استمر القتال في مدينة سيدي إفني، وأرسلت إسبانيا المزيد من القوات والإمدادات. ثم ظهرت في شواطئ أكادير 6 بوارج حربية إسبانية فوجهت القوات المسلحة الملكية مدافعها نحو المحيط الأطلسي استعدادا للرد على أي هجوم.
وفي 7 ديسمبر 1957 عبرت إسبانيا عن رغبتها في فتح مفاوضات مع المغرب بعد أن كانت تؤكد سابقا عزمها على مواصلة الحرب حتى تحقق الحسم العسكري.
أعطى فرانكو أوامره للجيش الإسباني أن يجمع قواته في مدينة سيدي إفني وأن يتخلى عن المراكز العسكرية الأخرى لفائدة المقاتلين المغاربة الذين سلموها في الحين القوات المسلحة الملكية المغربي.
استقبل فرانكو وجيشه سنة 1958 بطعم الهزيمة، وفي الخطاب الذي ألقاه في عيد السنة الجديدة كان هناك الكثير من المرارة حيث قال: «إن التضحيات التي قدمها المكافحون الإسبان في سيدي إفني سيستفيد منها بلدهم وأوروبا الغربية بكاملها، وسوف لن يتراجع الشعب الإسباني أمام العدوان الخسيس الذي يقوم به الخارجون على القانون المغاربة».
أدى توغل جيش التحرير المغربي في مناطق الاحتلال الفرنسي («شنقيط» أو «موريتانيا» لاحقا) إلى اتفاق الفرنسيين والإسبان على القيام بعملية عسكرية مشتركة عرفت باسم «المكنسة» تم استعمال الطيران الحربي فيها بكثافة مما اضطر المقاتلين المغاربة إلى التراجع نحو الشمال.

## التبعات
في 2 أبريل 1958، وقعت حكومتا إسبانيا والمغرب معاهدة معاهدة أنجرا وسينتا [الإنجليزية] التي سميت على اسم الخليج الكبير في المنطقة [الإنجليزية]. حصل المغرب على رأس جوبي (إقليم طرفاية) بين وادي درعة والخط الموازي 27° 40′، باستثناء مستعمرات مدينة سيدي إفني والصحراء الإسبانية.
احتفظت إسبانيا بملكية إفني حتى عام 1969 حين أعادت الإقليم إلى المغرب تحت ضغط دولي (قرار الأمم المتحدة رقم 2072 الصادر عام 1965).
احتفظت إسبانيا بالسيطرة على الصحراء الإسبانية حتى دفعتها المسيرة الخضراء عام 1975 إلى توقيع اتفاقيات مدريد مع المغرب وموريتانيا، انسحبت بموجبها إسبانيا عام 1976 وتم تقسيم الصحراء الغربية بين المغرب وموريتانيا.

## فهرس
- Santamaría, Ramiro. Ifni-Sahara, la guerra ignorada ("Ifni-Sahara, the Ignored War") Dyrsa, Madrid, 1984. The history of the Ifni war told by a specialised journalist in the Western Sahara.
- Casas de la Vega, Rafael. La última guerra de Africa ("The last war of Africa") Servicio de Publicaciones del Estado Mayor del Ejército, Madrid, 1985. Military analysis of the war by a Spanish general.
- Mariñas Romero, Gerardo. "La Legión española en la guerra de Ifni-Sahara" ("The Spanish Legion in the Ifni-Sahara War"). Defensa, nº 117 (1988). Article about the intervention of the Spanish Legion in the Ifni war.
- Belles Gasulla, José. Cabo Jubi-58. Memorias de un teniente de infantería en la campaña Ifni-Sahara ("Cape Jubi-58: Memoirs of an infantry lieutenant in the Ifni-Sahara campaign") Servicio de Publicaciones del Estado Mayor del Ejército, Madrid, 1990. Testimony of a Spanish officer.
- Diego Aguirre, José Ramón. "Ifni, la última guerra colonial española" ("Ifni, the last Spanish colonial war"). Historia 16, nº 167 (1990). Analysis of the Ifni war with unpublished documents.
- Diego Aguirre, José Ramón. La última guerra colonial de España: Ifni-Sahara, 1957–1958 ("The last colonial war of Spain: Ifni-Sahara, 1957–1958"). Algazara, Málaga, 1993. (ردمك 978-8487999178) History of the Ifni war.
- Simón Contreras, Miguel. "Ifni y Sahara, hoy" ("Ifni and Sahara, today"). Ejército, nº 633 (1992). An officer of the Spanish Army revisits the battleground .
- Tamburini, Francesco. "Ifni-Sahara, 1957–1958: una guerra coloniale dimenticata" ("Ifni-Sahara, 1957–1958: a forgotten colonial war"). Eserciti e Storia, no. 42, a. VII, July–August 2007.

## روابط خارجية
- باللغة الإسبانية ركن سيدي إفني (El Rincón de Sidi Ifni)
- Marcelino Sempere Doménech، El Ejército del Aire en la Guerra de Sidi Ifni، Universidad de Murcia باللغة الإسبانية